# Підгаєцька сільська рада (Млинівський район)
Підгаєцька сільська́ ра́да — колишній орган місцевого самоврядування у Млинівському районі Рівненської області. Адміністративний центр — село Підгайці.

## Загальні відомості
- Підгаєцька сільська рада утворена в 1944 році.
- Територія ради: 41,69 км²
- Населення ради: 1 625 осіб (станом на 2001 рік)

## Населені пункти
Сільській раді підпорядковані населені пункти:
- с. Підгайці
- с. Коблин
- с. Озліїв
- с. Ужинець

## Склад ради
Рада складається з 16 депутатів та голови.
- Голова ради: Голоюх Жанна Ярославівна
- Секретар ради: Дрина Людмила Никодимівна

### Керівний склад попередніх скликань
| Прізвище, ім'я, по батькові      | Основні відомості                                                                           | Дата обрання | Дата звільнення |
| -------------------------------- | ------------------------------------------------------------------------------------------- | ------------ | --------------- |
| Розмислович Дмитро Володимирович | Сільський голова, 1948 року народження, безпартійний                                        | 26.03.2006   | 01.10.2008      |
| Голоюх Жанна Ярославівна         | Сільський голова, 1968 року народження, освіта вища, Всеукраїнське об'єднання «Батьківщина» | 15.03.2009   | 31.10.2010      |
| Голоюх Жанна Ярославівна         | Сільський голова, 1968 року народження, освіта вища, Всеукраїнське об'єднання «Батьківщина» | 31.10.2010   |                 |

Примітка: таблиця складена за даними сайту Верховної Ради України